# KORTAL
KORTAL er en kortportal, som er oprettet af COWI i 1995.
COWI tager landsdækkende fotografier (ortofotos) af Danmark hvert andet år fra luften, som bliver lagt ind på portalen.
I 1954 optog United States Air Force landsdækkende ortofotos  af Danmark, for brug ved eventuel konflikt med  østblokken.
COWI har fremstillet ortofotos, på grundlag af de amerikanske optagelser, hvorfor der er mulighed for at se hvordan der så ud i lokale landområder i Danmark, flere år tilbage samt sammenligne med aktuelle kort.

## Ekstern henvisning og kilde
- COWIs kortportal Arkiveret 22. september 2012 hos  Wayback Machine